# بي تايتشبول
بي تايتشبول (بالإنجليزية: Bee Taechaubol)‏ (من مواليد 12 سبتمبر 1975) هو رجل أعمال و ملياردير تايلندي، مؤسس شركة (بالإنجليزية: Prime Company Limited)‏، وهي متخصص في إدارة إستثمار الشركات المحلية و العالمية، في 5 يونيو 2015 عندما امتلك ما يقارب 48% من أسهم نادي إيه سي ميلان، بقيمة إجمالية قدرت ب 480 مليون يورو.